# Ґастерія
Ґасте́рія, гастерія (Gasteria) — рід сукулентних рослин підродини асфоделових (Asphodelaceae), близько пов'язаний з родами алое та гавортія.

## Поширення

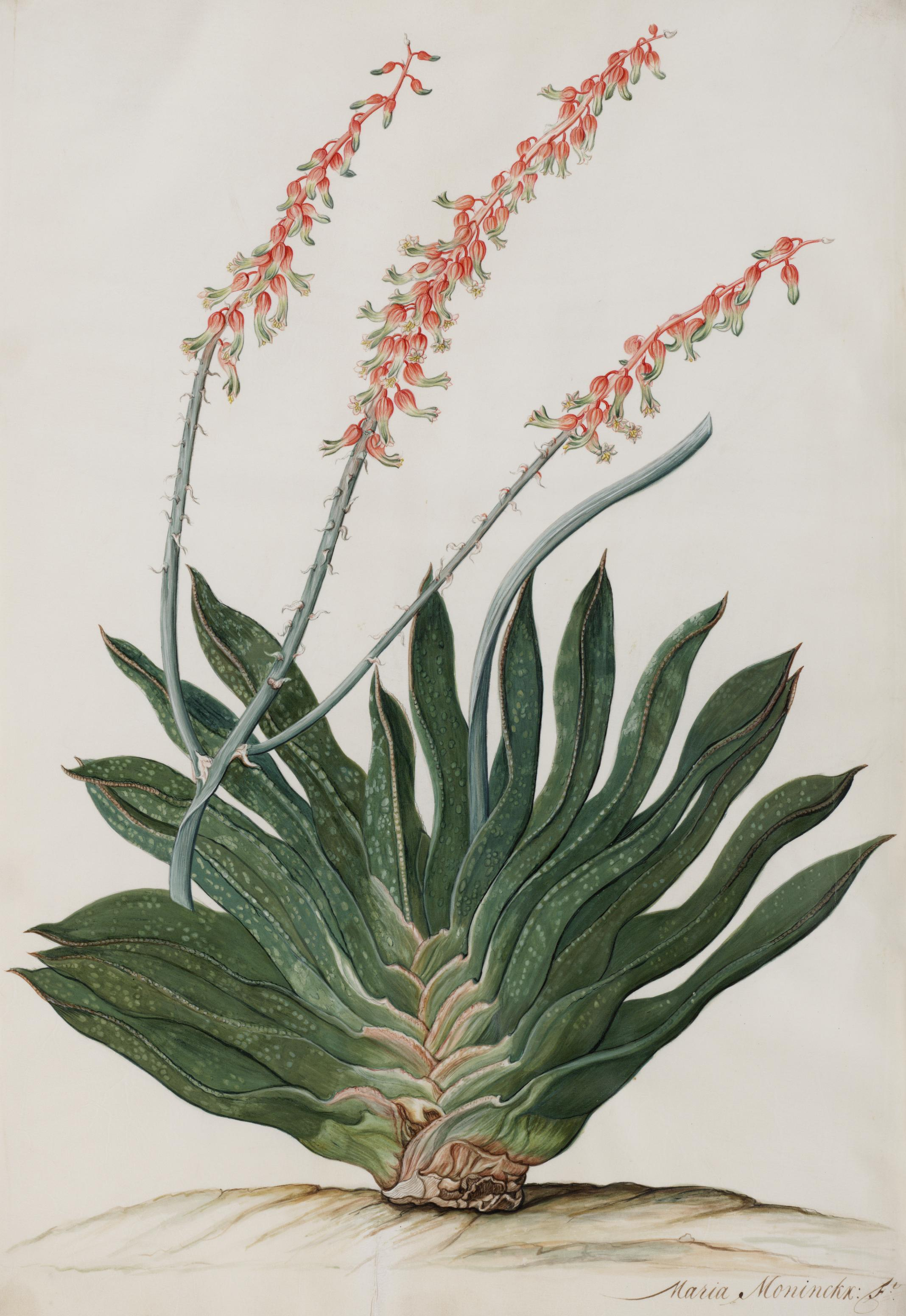
Ілюстрація Gasteria nigricans (Haw.) Duval з видання «Moninckx Atlas», 1686—1709

Рід ґастерія об'єднує близько 75 видів сукулентних багаторічних трав родини асфоделових, поширених у посушливих районах Південної Африки (зокрема у Капській провінції ПАР), особливо в пустелях, в тіні чагарників на схилах гір, в долинах.

## Етимологія
Назва роду дана за схожість квітів на посудину, основа трубки оцвітини здута, звідси і назва, що походить від латинського слова gastrum — «пузата посудина».

## Біологічний опис
Жорстке листя розташовується дворядно або багаторядно на сильно укороченому стеблі, язикоподібні або трикутні за формою, м'ясисті, зазвичай темно-зелені, зі смугами з білуватих плям по всій поверхні або тільки по краях. Рослина росте повільно, з віком утворюючи розетку листя діаметром від 2 до 50 см. Листя товсте, м'ясисте.
Рослина красиво цвіте. Навіть у невеликих рослин квітконіс нерідко досягає 40-70 см. У дорослих рослин квітконіс виростає після кожного ряду листя. Квітки дуже яскраві, з переходами оранжевого, жовтого і зеленого, зібрані в рихлі гроноподібні суцвіття. Вони схожі на звисаючі на ніжках криві пляшечки і квітнуть по черзі протягом приблизно місяця.

## Догляд та утримання

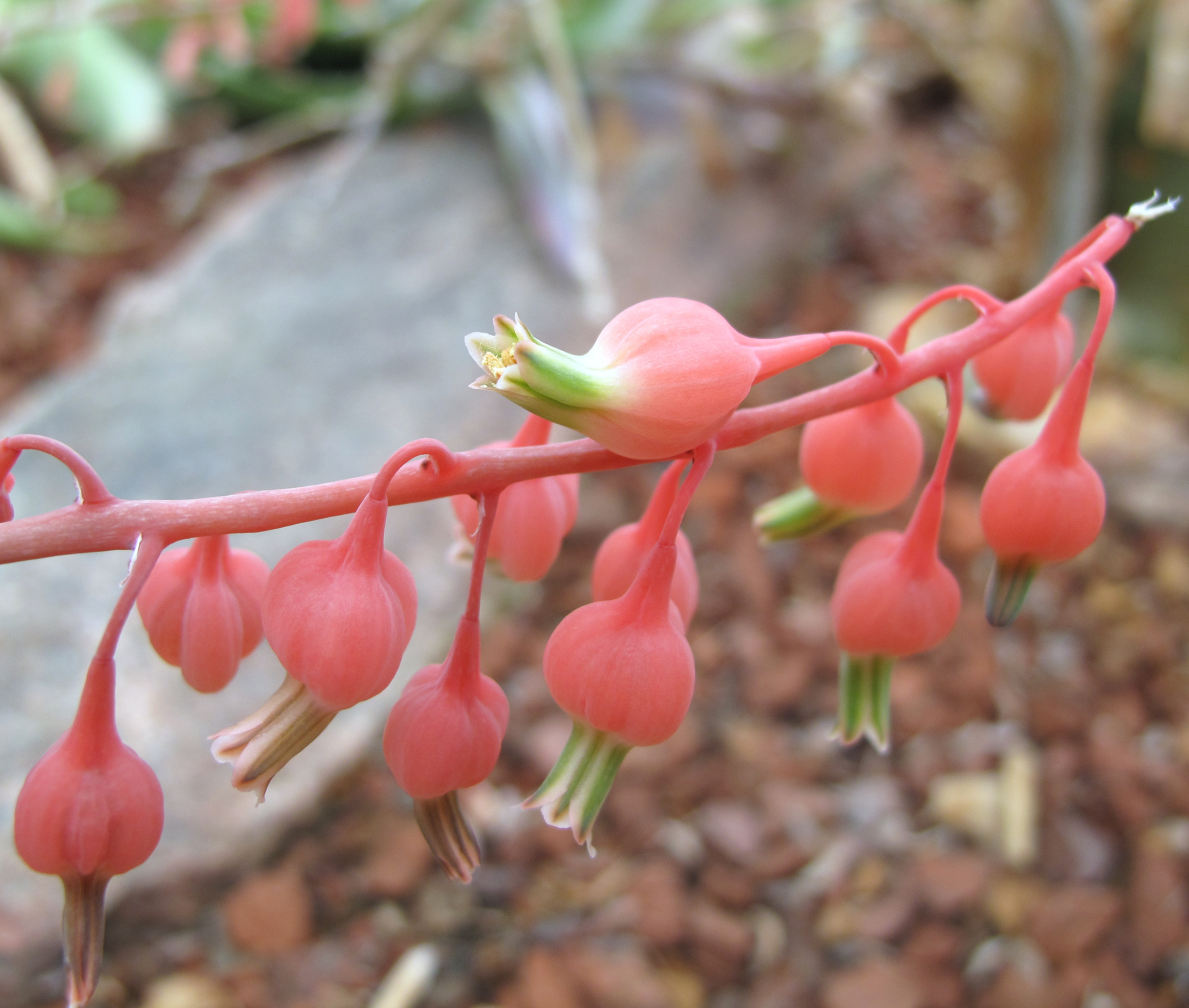
Квітки гастерії

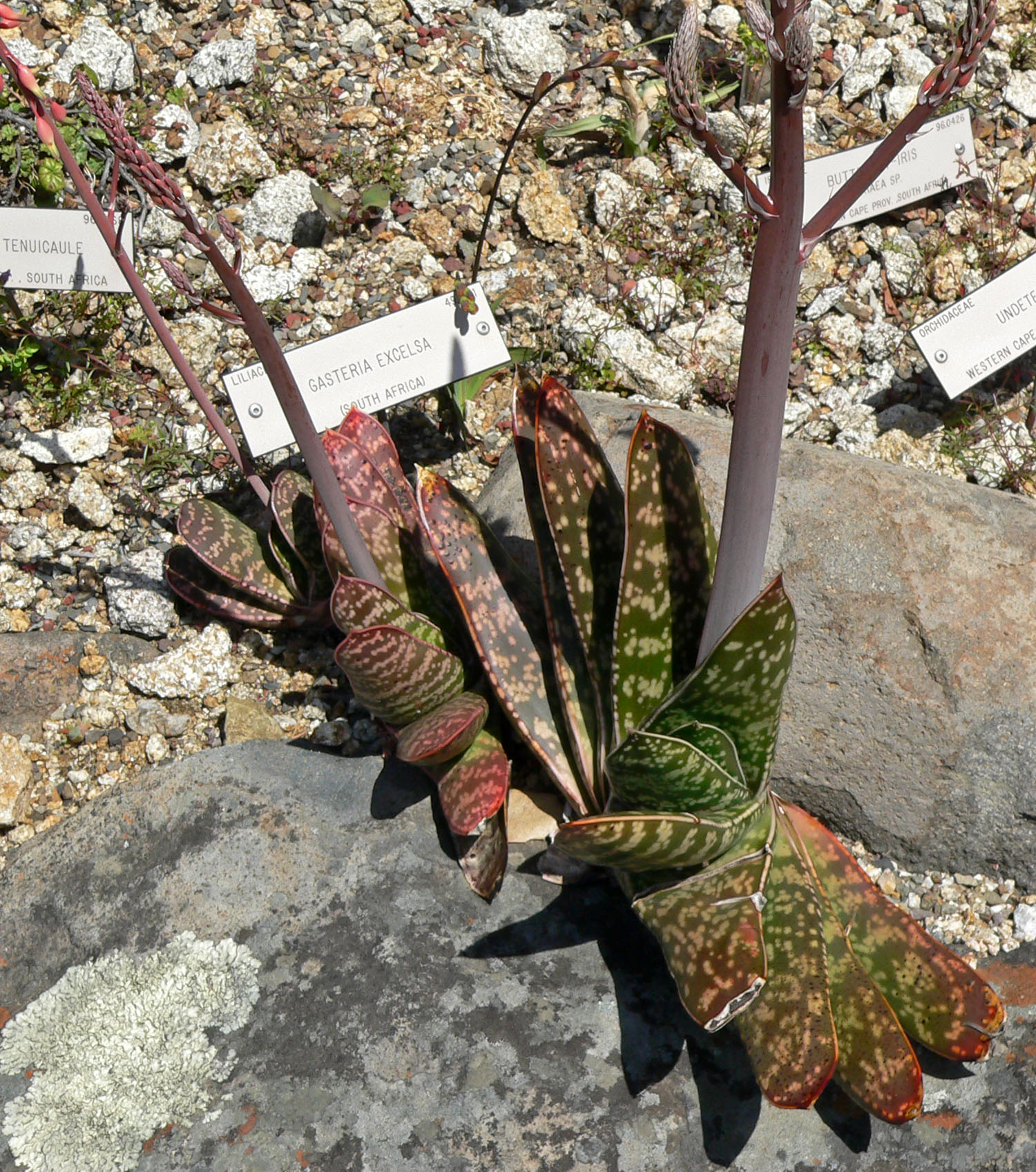
Gasteria excelsa

Багато видів гастерій декоративні, невибагливі та дуже популярні в кімнатній культурі.
Рослини тіньовитривалі, але в літній період надають перевагу яскравому освітленню, хоча і не на сонці — гастерії необхідно притінення від прямих сонячних променів, особливо опівдні. Оптимальні для розміщення вікна з західною або східною експозицією. Влітку на вікнах південної експозиції слід притіняти з 11 до 17 годин. На північних вікнах при правильному догляді росте добре, але може не цвісти.
В осінньо-зимовий період необхідно гарне освітлення, в цей період притінення не потрібно. Можна створити додаткове освітлення, використовуючи для цього лампи денного світла, розміщуючи їх над рослиною на відстані 30-50 см, протягом як мінімум 8 годин на день.

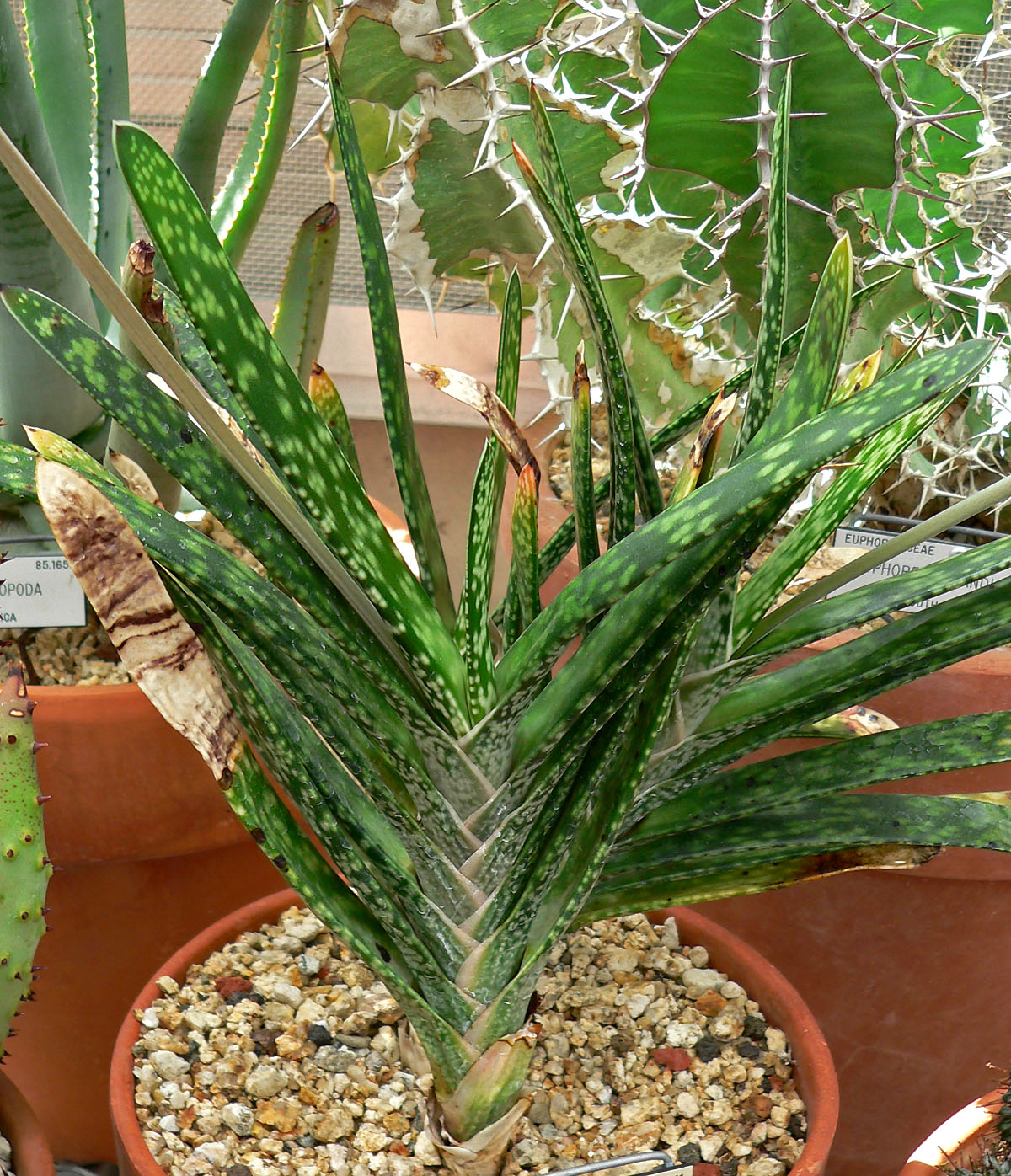
Gasteria obliqua

Ґастерія віддає перевагу помірній температурі повітря, у весняно-літній період оптимальна температура 18-25 °С. Взимку, в стані відносного спокою, рослині потрібно більш прохолодне приміщення, температура в якому повинна бути близько 6-12 °С, при утриманні з більш високою температурою рослина гірше або зовсім не цвіте.
Сезон цвітіння починається з висунення з розетки оригінального оранжево-червоного суцвіття. Зазвичай це буває в березні.
У вегетаційний період (з березня — по жовтень) поливають рясно, у міру підсихання ґрунту. Гастерія погано переносить надлишок вологи, тому її поливають обережно, не допускаючи пересушування земляної грудки. Восени і взимку полив обмежений, особливо при прохолодному утриманні.
Пересаджують рослину через 1-2 роки, навесні або влітку. Великі екземпляри краще перевалювати в горщики більшого діаметра щорічно, відокремлюючи при цьому дітки. Тільки тоді вдасться швидко виростити великі рослини. Для пересадки підходить будь-який добре повітро-і водопроникний субстрат з pH 5,5 — 7. Субстрат можна скласти з листової, дернової землі, торфу і піску (2:1:1:0,5) з додаванням цегляної крихти. Добре підходить земля для кактусів. Необхідний хороший дренаж.
Ґастерію розмножують насінням, відділенням дочірніх розеток (діток) або листків. Причому рослина чудово розмножується навіть відрізками листків близько 1 см заввишки, які можуть укорінюватися і давати 2-3 молоді розетки.
В колекції Ботанічного саду імені академіка Олександра Фоміна нараховується 45 видів та різновидів ґастерії.

## Міжродові гібриди
Утворює міжродові гібриди шляхом схрещування з алое (ґастролея) та гавортією (ґастергавортія).

## Застосування
Ґастерії утримують як декоративні рослини. Квітки і пуп'янки гастерій у Південно-Африканській Республіці називають «готенгентським рисом» і додають до страв. Аборигени з племен Південної Африки вважають, що з'їдена гастерія, яка завдяки плямистим листкам майже непомітна на кам'янистому ґрунті, дасть воїну можливість бути непомітним для ворога. Також розетки гастерій та їхніх найближчих родичів — алое і гавортій, розміщують на дах будинку, щоб захистити його від нечистої сили або блискавки.

## Види
- Gasteria acinacifolia (J.Jacq.) Haw.
- Gasteria batesiana G.D.Rowley
- Gasteria baylissiana Rauh
- Gasteria brachyphylla (Salm-Dyck) van Jaarsv.
- Gasteria carinata (Mill.) Duval
- Gasteria croucheri (Hook.f.) Baker
- Gasteria disticha (L.) Haw.
- Gasteria doreeniae van Jaarsv. & A.E.van Wyk
- Gasteria ellaphieae van Jaarsv.
- Gasteria excelsa Baker
- Gasteria glauca van Jaarsv.
- Gasteria glomerata van Jaarsv.
- Gasteria minima Poelln.
- Gasteria nigricans Haw.
- Gasteria nitida (Salm-Dyck) Haw.
- Gasteria obliqua (Aiton) Duval
- Gasteria pendulifolia van Jaarsv.
- Gasteria pillansii Kensit
- Gasteria poellnitziana Jacobs.
- Gasteria polita van Jaarsv.
- Gasteria pseudonigricans Haw.
- Gasteria pulchra (Aiton) Haw.
- Gasteria rawlinsonii Oberm.
- Gasteria transvaalensis De Smet ex Bak.
- Gasteria tukhelensis van Jaarsv.
- Gasteria vlokii van Jaarsv.

## Галерея

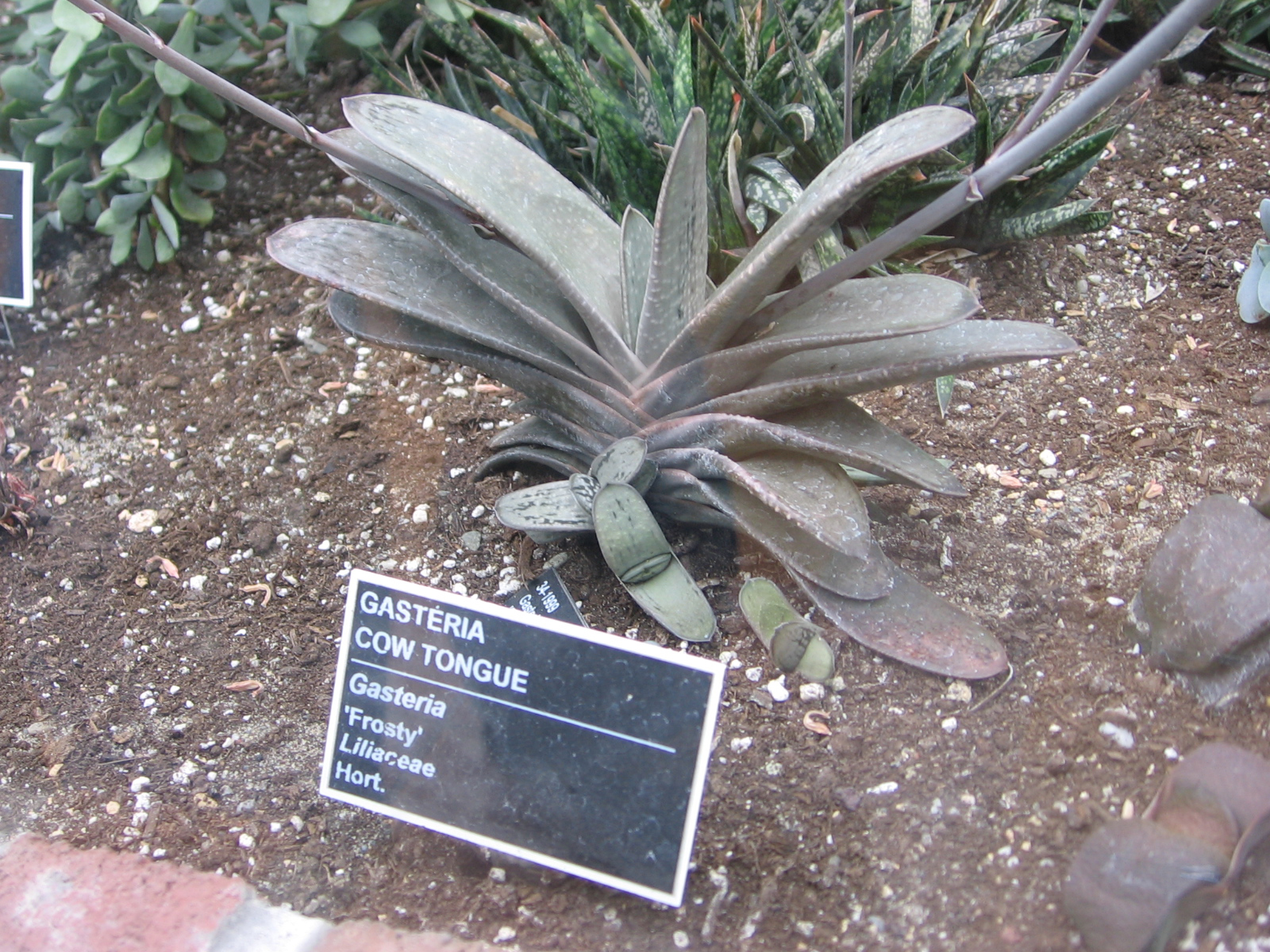
Gasteria 'Frosty'
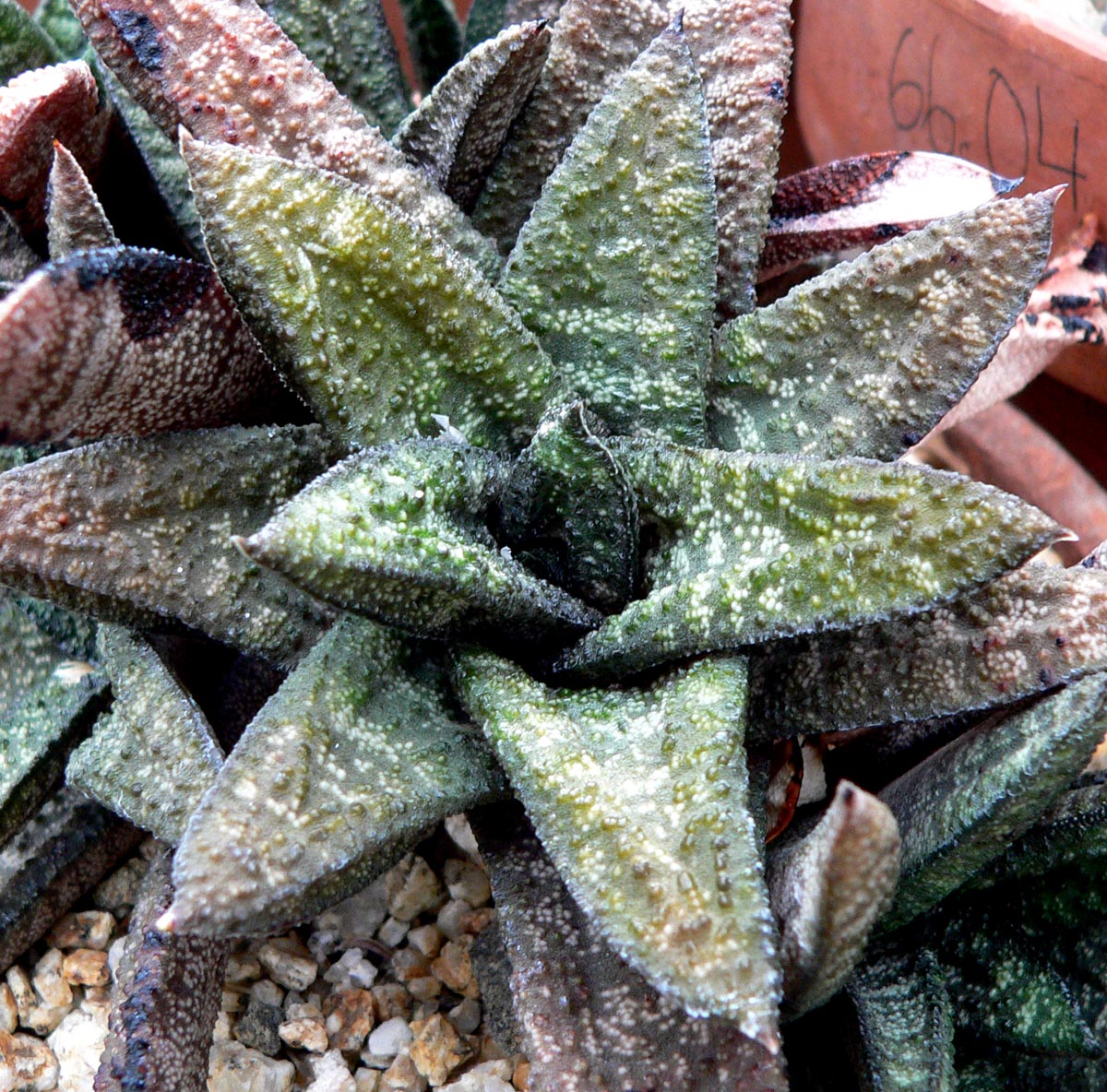
Gasteria batesiana
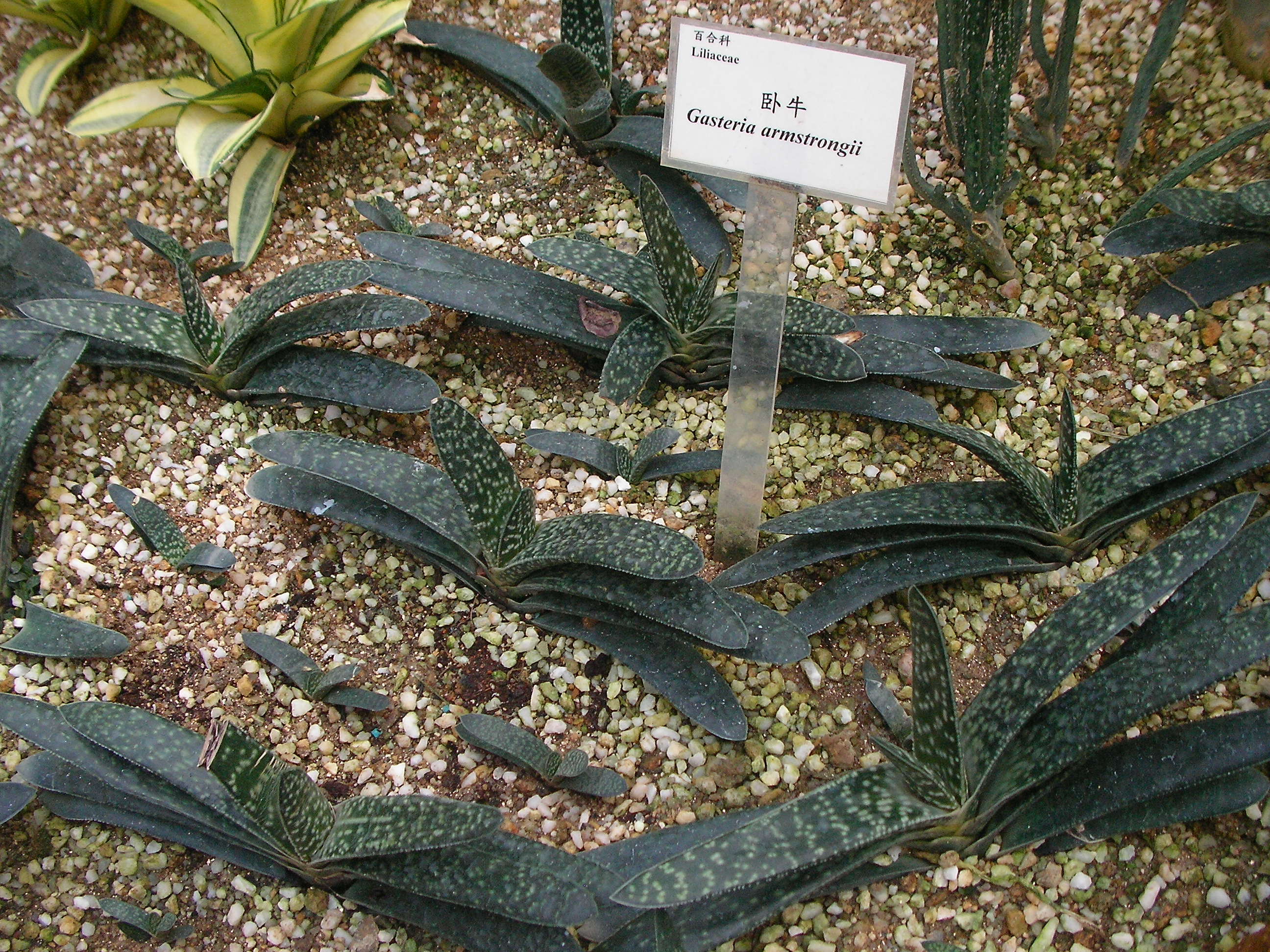
Gasteria armstrongii
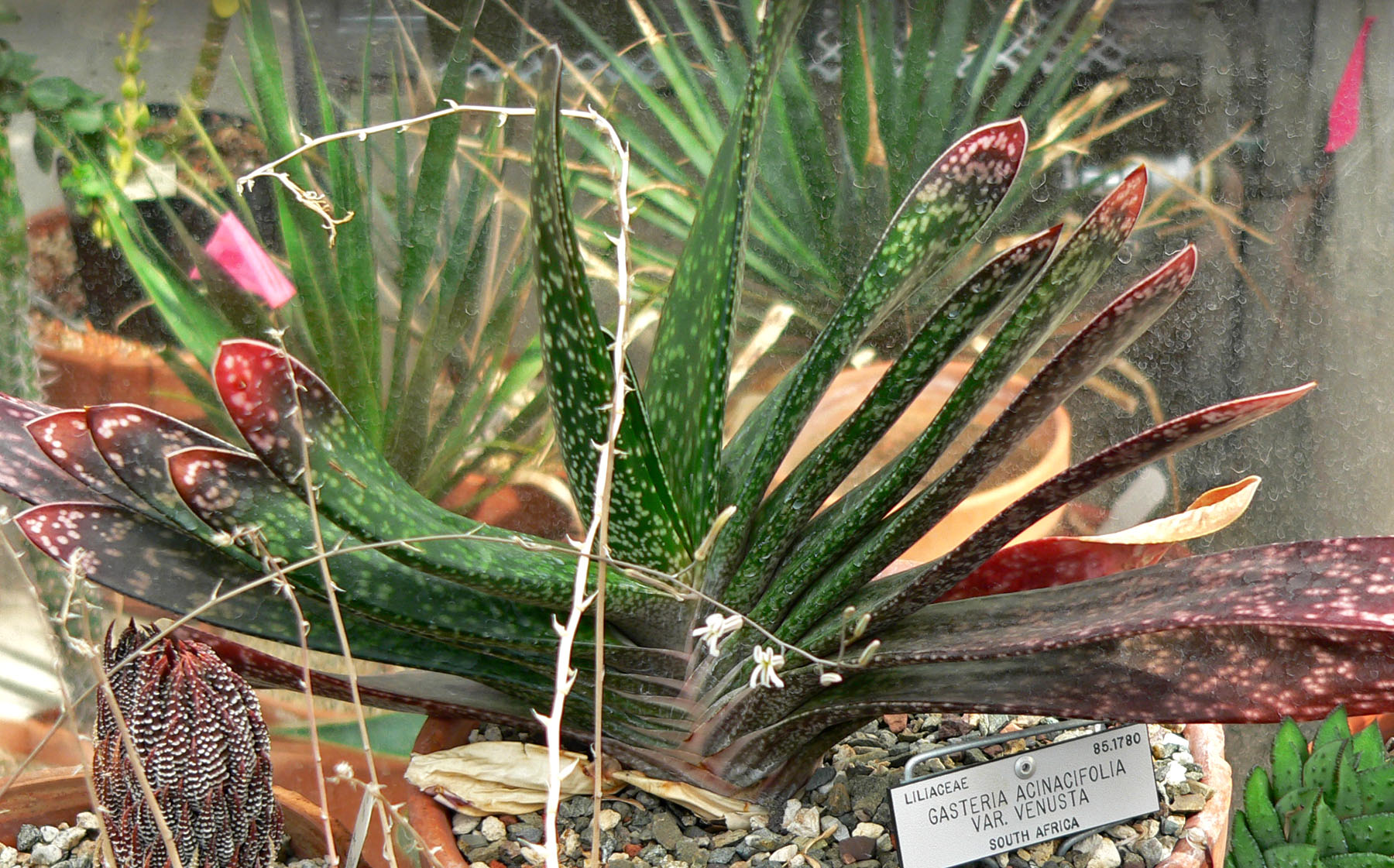
Gasteria acinacifolia var. venusta